# Pompiano
Pompiano är en ort och kommun i provinsen Brescia i regionen Lombardiet i Italien. Kommunen hade 3 760 invånare (2018).